# Park Narodowy Otishi
Park Narodowy Otishi (hiszp. Parque nacional Otishi) – park narodowy w Peru położony w regionach Junín (prowincja Satipo) i Cuzco (prowincja La Convención). Został utworzony 14 stycznia 2003 roku i zajmuje obszar 3059,73 km². W 2008 roku został zakwalifikowany przez BirdLife International jako ostoja ptaków IBA. Od 2021 roku stanowi główną część rezerwatu biosfery UNESCO o nazwie „Avireri-Vraem”. Na wschód od niego znajduje się Park Narodowy Manu.

## Opis
Park znajduje się na pograniczu Andów i Niziny Amazonki, na wysokościach od 750 do 4185 m n.p.m., i obejmuje północną część pasma górskiego Cordillera de Vilcabamba w dorzeczu rzek Ene, Tambo i Urubamba. Występuje tu duża ilość głębokich wąwozów, jezior i wodospadów, w tym trzeci co do wysokości wodospad świata – Cataratas las Tres Hermanas (914 m wysokości). W południowo-wschodniej części pasma Cordillera de Vilcabamba, już poza granicami parku, znajdują się ruiny inkaskiego miasta Machu Picchu.
Średnia roczna temperatura w parku wynosi +25 ºC do wysokości 1000 m n.p.m. Powyżej spada od 0,5 do 0,7 ºC na każde 100 metrów wysokości. Roczne opady wynoszą od 3000 do 5000 mm.
Na terenie parku żyją w dobrowolnej izolacji niewielkie grupy rdzennej ludności z czego tylko część sporadycznie kontaktuje się z cywilizacją.

## Flora
Niżej położoną część parku pokrywa wilgotny las równikowy, wyżej występuje tropikalny wilgotny las górski i las mglisty. Szczyty pokrywa puna. W parku występuje duża różnorodność roślin z rodziny storczykowate i drzew z rodzaju Polylepis i zastrzalin.

## Fauna
Z ssaków w parku występuje zagrożony wyginięciem (EN) czepiak czarci, narażone na wyginięcie (VU) tapir amerykański, wełniak brunatny, mazama lilipucia i andoniedźwiedź okularowy, a także m.in.: puma płowa, jaguarundi amerykański, jaguar amerykański, wyjec rudy, trawniak mgielny, kawia górska, wełnoopos brązowouchy oraz odkryty w 1999 roku kuskoszczur szary.
Spośród 120 gatunków ptaków żyją tu narażone na wyginięcie (VU) ara niebieskogłowa, harpia wielka i kusacz czarny, a także m.in.: skalikurek andyjski, muchotyranik inkaski, kacykowiec żółtorzytny, liściowiec peruwiański, andotukan niebieski, smukłodziobek andyjski, krytonosek jednobarwny, mrówkowód rudoczelny, mrówczynek żółtobrzuchy.